# Epitoxus latus
Epitoxus latus är en skalbaggsart som beskrevs av Yélamos 1996. Epitoxus latus ingår i släktet Epitoxus och familjen stumpbaggar. Inga underarter finns listade i Catalogue of Life.